# Hoboken, Antwerpen

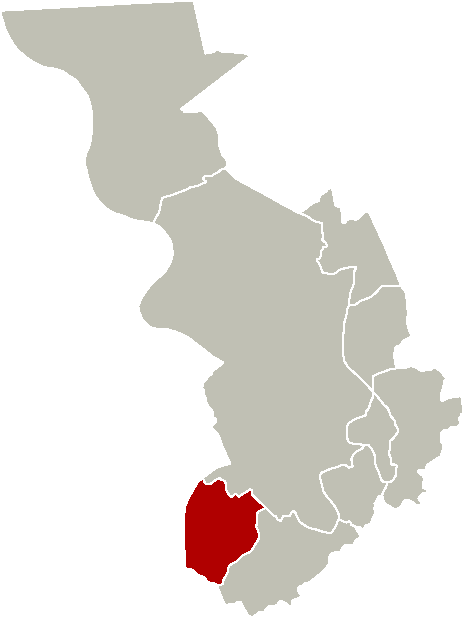
Hoboken i Antwerpen

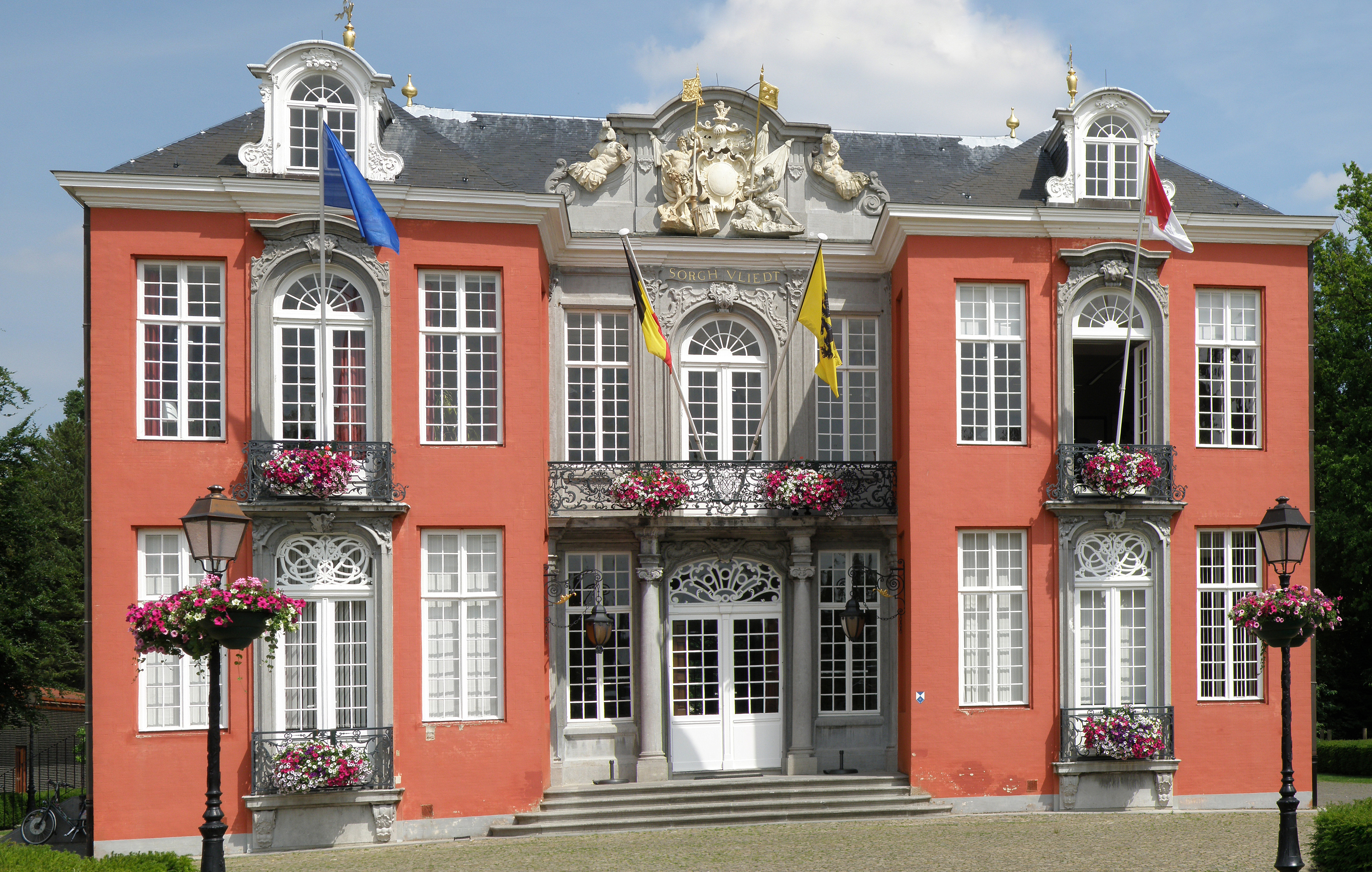
Slottet Sorghvliedt i Hobroken

Hoboken är en stadsdel i Antwerpen i norra Flandern. Hoboken ligger i sydvästra delen av Antwerpen, vid floden Schelde.